# Nicandreae
Nicandreae es una tribu de plantas perteneciente a la subfamilia Solanoideae en la familia Solanaceae. 
Es una tribu con dos géneros sudamericanos. Los estudios de sistemática molecular indican que ambos géneros no están relacionados entre sí y tampoco con otros géneros de la familia, por lo que su posición taxonómica es incierta.

## Géneros
Tribu Nicandreae Wettst. (1891)
- Exodeconus Raf. (1838), con 6 especies del oeste de Sudamérica.
- Nicandra Adans (1763), género con usa sola especies distribuida en regiones neotropicales.